# Seat Mii
La Seat Mii est une petite citadine quatre places du constructeur automobile espagnol Seat produite de 2011 à 2021. Comme la Volkswagen up! et la Skoda Citigo, elle fait partie de la gamme de petites voitures du groupe VAG, dite « NSF » (New Small Family),

## Historique

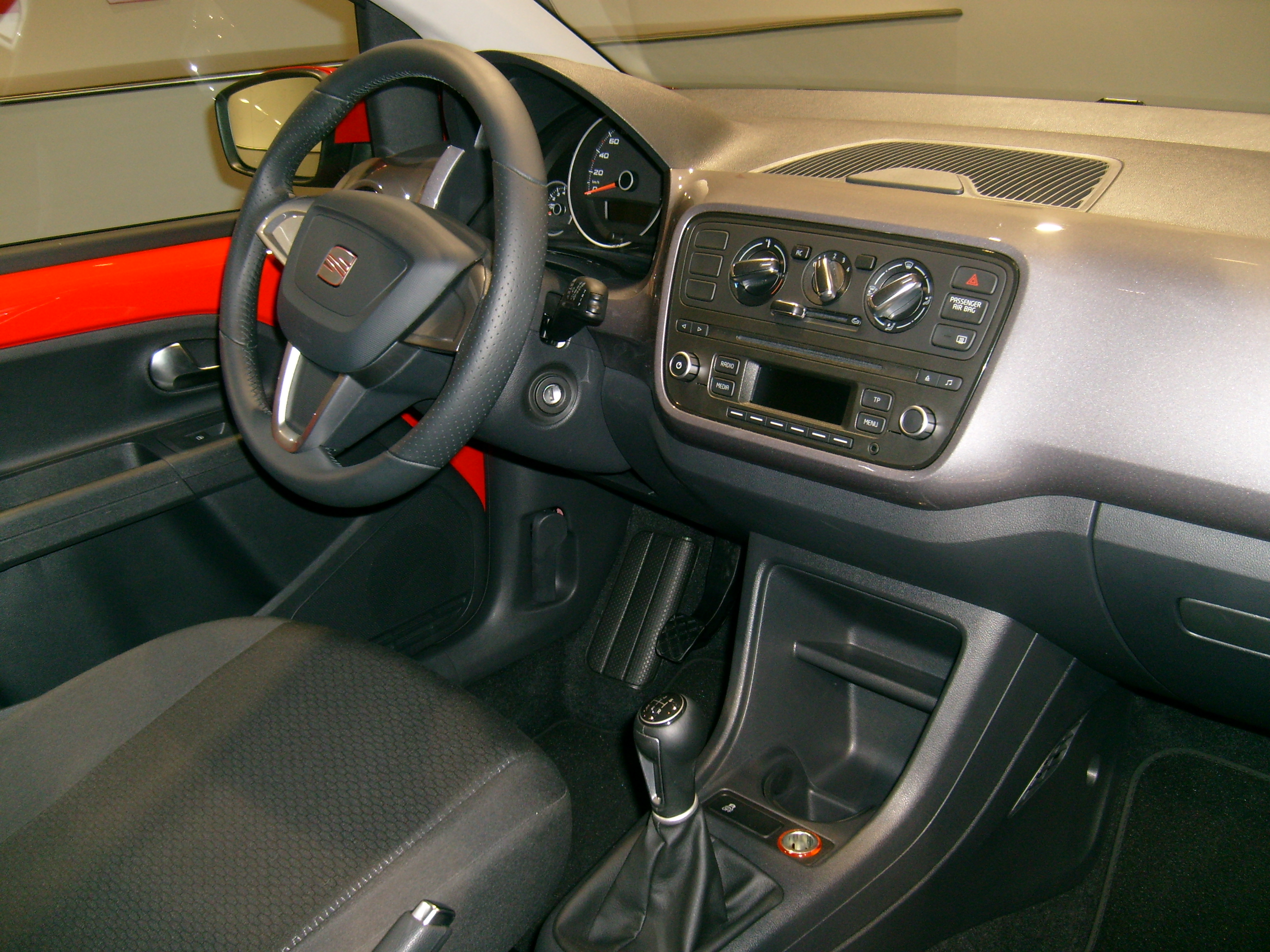
Seat Mii phase 1 (intérieur)

La Seat Mii a été commercialisée fin 2011 en Espagne et au printemps 2012 pour le reste de l'Europe. Elle est propulsée par un 3-cylindres essence 1.0 litre de 60 ou 75 ch. Seat annonce une consommation moyenne de 4,5 l au 100 km.
L'habitacle est identique à celui de ses jumelles. Elle propose 3 niveaux de finitions : Base, Référence et Style, des packs Chic et Sport sont également disponibles pour la rendre plus élégante et agressive.
Elle est restylée en 2016. 
La Mii essence disparaît en juillet 2019 au profit de la nouvelle Mii Electric. Cette dernière est produite jusqu'en juin 2021.

## Finitions

### Séries spéciales
- Colorshow by Maybelline
- Color Edition
- by Mango (2014)
- by Mango (2016)
- Urban Design

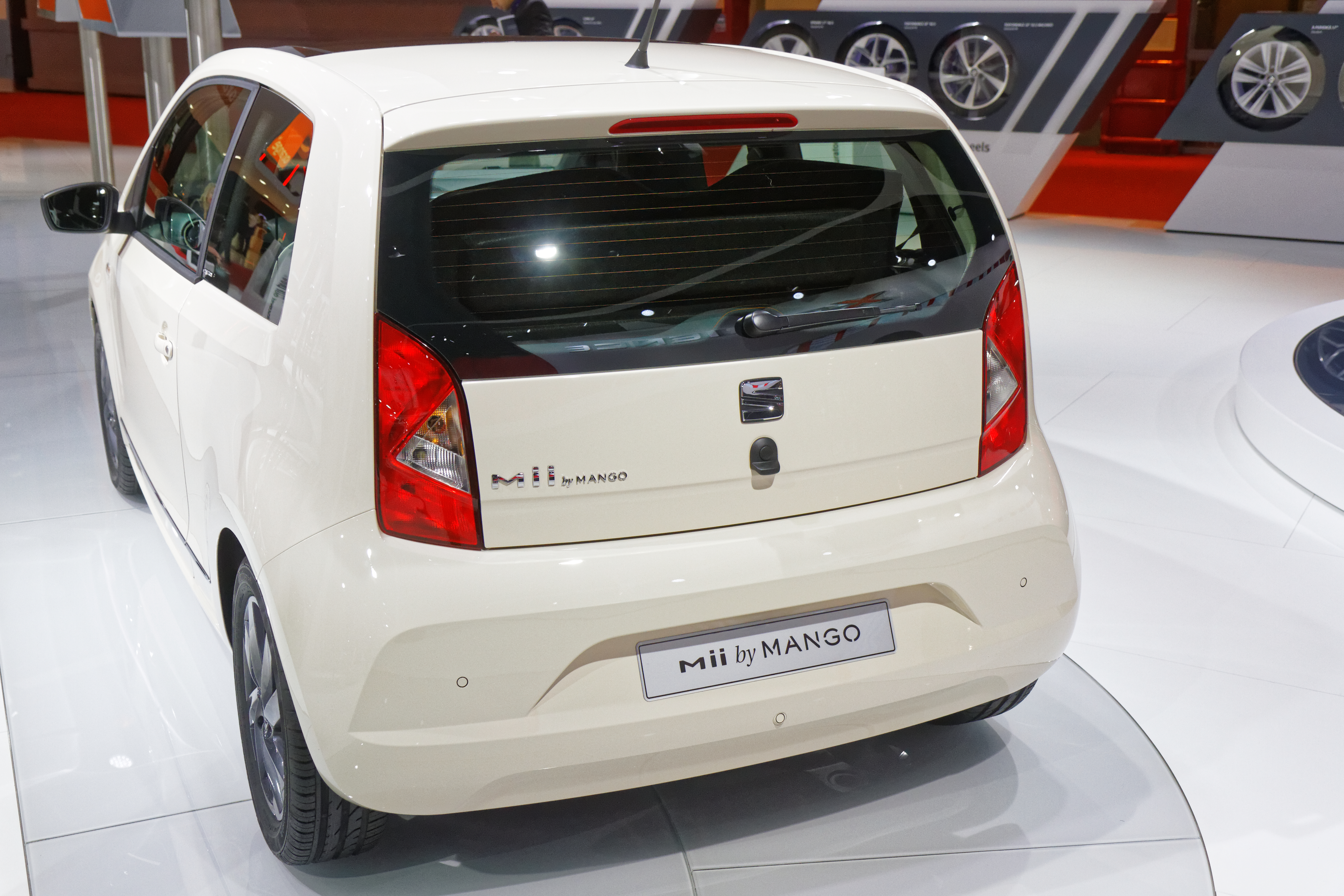
Seat Mii by Mango (2014)

- Cosmopolitan Loves Mii (aussi appelée "by Cosmopolitan")

## Seat Mii Electric
En juin 2019, Seat dévoile la version électrique de la Mii, la Mii Electric. Elle possède le même moteur que sa sœur la Citigo-e iV, celui de 83 ch associé à une batterie lithium-ion de 36,8 kWh.

Elle fait suite au showcar eMii, présenté en 2017.

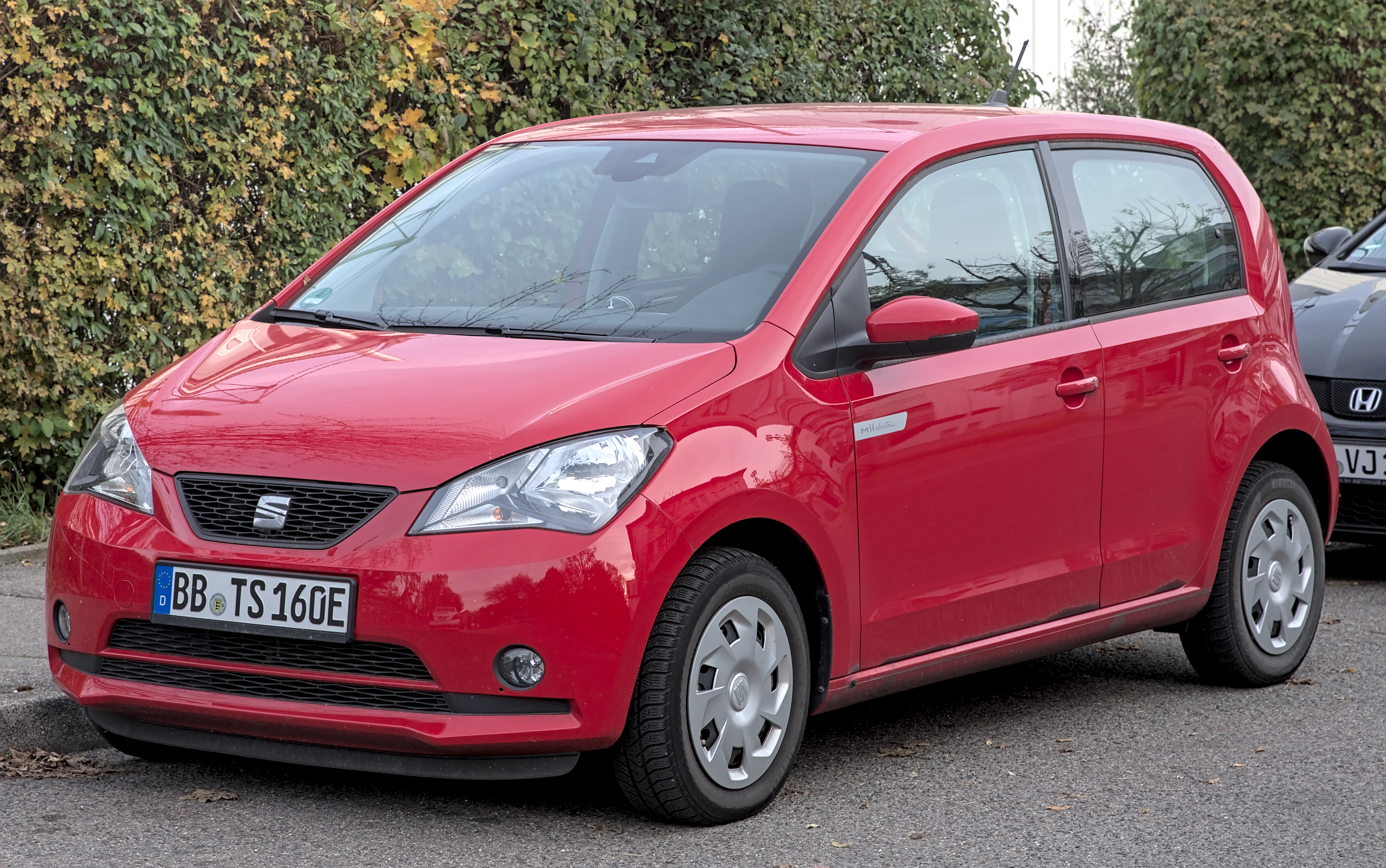
Vue de l'avant
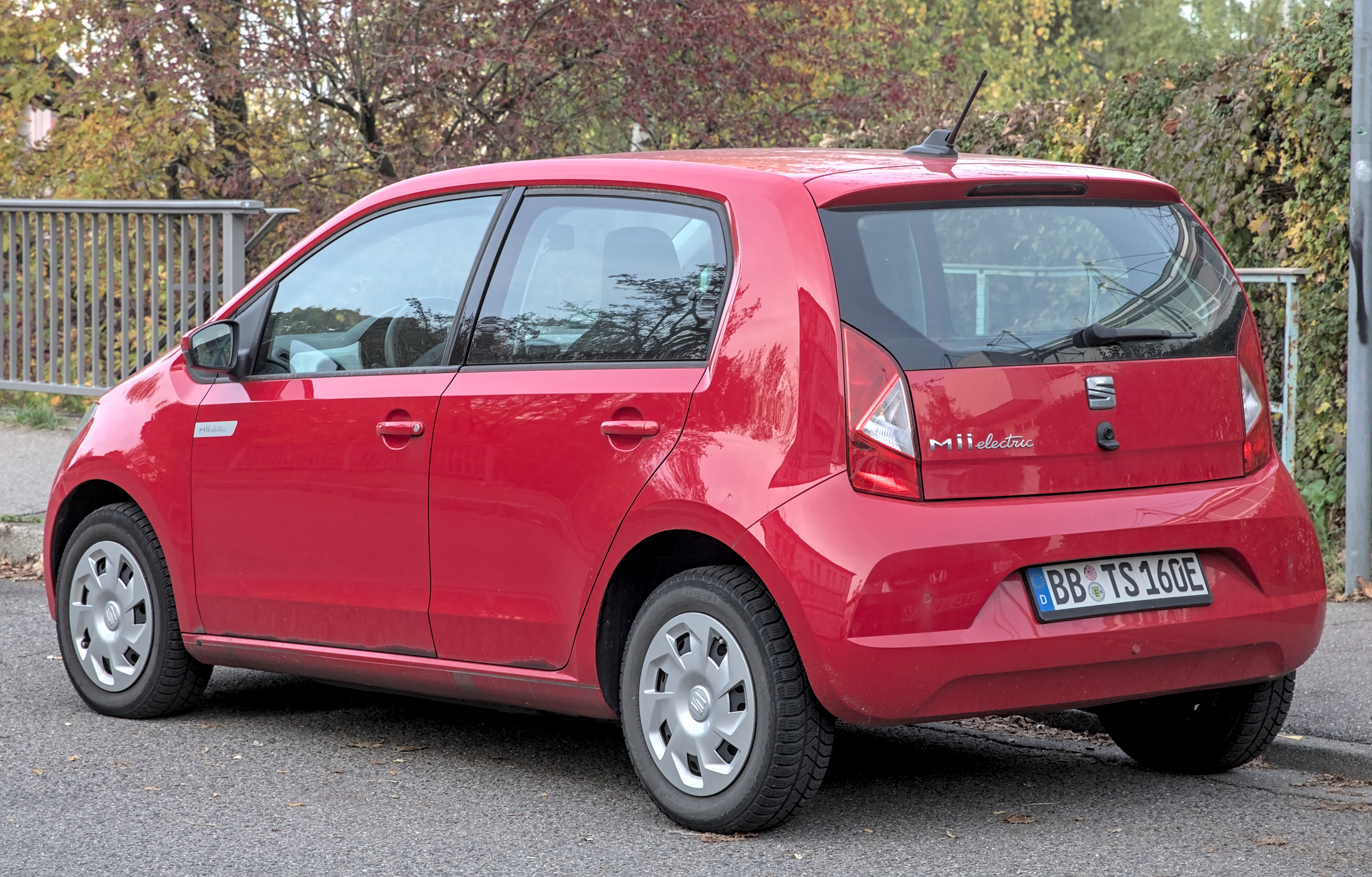
Vue de l'arrière